# Expedicions espanyoles a la costa nord-oriental del Pacífic
Els drets territorials espanyols sobre Alaska i la costa oest d'Amèrica de Nord dataven de la butlla papal de 1493 i del Tractat de Tordesillas, que van assignar a Espanya tot el territori d'Amèrica després del seu descobriment en 1492. En 1513, els drets espanyols es van reforçar quan l'explorador espanyol Vasco Núñez de Balboa va creuar l'istme de Panamà i va descobrir l'oceà Pacífic, prenent possessió de totes les terres banyades per aquest oceà per a la Corona d'Espanya. Amb tot, la colonització espanyola del territori al nord de Mèxic no va començar fins al segle xviii, quan es van fundar missions i assentaments a la costa nord de Les Califòrnies.
A partir del segle xviii alguns comerciants de pells britànics i russos es van endinsar en territoris espanyols, incorporats a la Corona segons els actes de sobirania de l'època. El rei Carles III d'Espanya, i posteriorment els seus successors, van enviar diverses expedicions des de Nova Espanya cap a l'actual Canadà i Alaska entre 1774 i 1793 per defensar els drets espanyols i contenir la colonització il·legal de britànics i russos. En aquells moments, el primer albirament o descobriment d'un territori, amb els seus corresponents actes de sobirania, donaven titularitat a una nació sobre un territori, o legitimitat per reclamar-lo com a propi davant d'altres nacions.

## Antecedents
Dedicant els majors recursos i esforços a la colonització de la resta d'Amèrica, Filipines, i altres arxipèlags de el Pacífic, l'Imperi Espanyol no va enviar expedicions a l'extrem nord de la costa pacífica d'Amèrica fins a finals de segle xviii. Va ser llavors quan van començar a arribar notícies de les intencions de l'Imperi Rus d'establir assentaments en els territoris de titularitat espanyola, així com de l'arribada de britànics, desitjosos de comerciar amb Àsia. Espanya va respondre organitzant diverses expedicions militars a aquestes latituds nord-occidentals. El seu objectiu era estudiar l'abast de la invasió de russos i britànics, i expulsar-los de confirmar-se la seva presència, així com crear assentaments espanyols permanents.

## 1774. Expedició de Perés
A principis de 1774, el llavors virrei de la Nova Espanya, Antonio María de Bucareli y Ursúa, va ordenar explorar la costa nord-oest del Pacífic amb l'objectiu d'arribar als 60° de latitud nord per descobrir possibles assentaments de comerciants russos de pells i tornar a reafirmar la posició espanyola al llarg d'aquesta costa. Els rumors sobre la presència dels comerciants de pells russos van ser la causa que els espanyols hi enviessin la fragata Santiago (àlies Nueva Galicia). sota el comandament del mallorquí Joan Perés. La tripulació estava formada per 86 homes, la majoria espanyols d'origen mexicà. A Perés se li van donar instruccions explícites perquè tractés a tots els nadius amb respecte, i per establir relacions amistoses amb qualsevol natiu trobat.
Partí el 25 de gener del 1774, portant de segon a Esteban Martínez. A San Diego hi van deixar al frare Juníper Serra i a Monterey recolliren els frares franciscans Joan Crespí i Tomás de la Peña. L'expedició arribà quasi als 55 graus de latitud nord, a l'extrem nord-oest de les Illes de la Reina Carlota, en un indret que anomenaren Cap de Santa Margarida. Van tenir un primer contacte amb els haida, però el mal temps i els problemes de salut els fa tornar enrere.
De retorn, el 6 d'agost descobreix la badia de Nootka, a l'illa de Vancouver, que anomena Surgidero de San Lorenzo. Segons expliquen els nootka, els nadius van sortir corrent per amagar-se al bosc, ja que creien que era un dels seus déus que tornava per castigar-los. Un cop comprovat que no era així van negociar l'intercanvi d'objectes. Quatre anys més tard, el capità James Cook va comprar dues culleres de plata a un nadiu que les portava penjades al coll.
Després de creuar l'estret de Juan de Fuca, anomena el Mont Olympus de l'estat de Washington com el Cerro Nevada de Santa Rosalía. Arriba a San Blas el novembre del 1774. Perés escriu un relat del viatge titulat Extracto del Diario de la Corbeta del rey nombrada Santiago, en su viaje desde el puerto de San Blas de California 1774 al reconocimiento de la costa hasta los 55 grados norte. El diari de Joan Crespí es converteix en un clàssic per les seves descripcions dels pobles visitats, i Tomàs de la Penya aporta diversos dibuixos molt valuosos. Perés va arribar a Monterey el 28 d'agost de 1774. Després d'una breu estada, va continuar cap al sud i va arribar a San Blas el 5 de novembre, completant així la seva expedició, després de més de nou mesos de viatge.

## 1775. Expedició d'Heceta i Bodega y Quadra
Després que Joan Perés no aconseguís arribar tant al nord com estava previst, el 1775 es va organitzar una nova expedició, comandada per Bruno de Heceta.
A Heceta se li va donar el comandament de la Santiago, amb una tripulació de 90 homes i amb Juan José Pérez com a segon. Acompanyant Heceta hi havia el paquebot San Carlos que duia els subministraments de l'expedició i estava comandat per Miguel Manrique; i la goleta Sonora (àlies Felicidad, també coneguda com a Nuestra Señora de Guadalupe), inicialment sota el comandament de Juan Manuel de Ayala i posteriorment sota el de Juan Francisco de la Bodega y Quadra. Amb una eslora d'11 metres i una tripulació de 16 homes, la Sonora va explorar i cartografiar indrets on la Santiago no va poder acostar-se en el seu viatge anterior. D'aquesta manera l'expedició podia reclamar oficialment les terres del nord de la Nova Espanya que visitava.
Els vaixells salparen de San Blas el 16 març de 1775, però diversos factors van retardar el progrés de l'expedició, entre ells les malalties, és especial l'escorbut, les tempestes i l'escassa capacitat de navegació de la Sonora, entre d'altres. El 14 de juliol de 1775 van arribar la rodalia de Point Grenville i Destruction Island, a l'actual estat de Washington. Mentre buscaven un lloc segur per ancorar els vaixells, Bodega y Quadra passà per damunt del que actualment es coneix com a esculls Sonora. Immediatament s'adonà de l'error i ordenà al Santiago no seguir, però la Sonora quedà atrapada en aquell indret. Mentrestant el Santiago quedà ancorat pocs quilòmetres al sud, a Grenville Bay. La Sonora va atreure l'atenció dels quinault, molts dels quals visitaren la goleta per comerciar-hi. L'endemà un grup armat des del Santiago va baixar a terra per dur a terme una cerimònia de possessió, la qual fou observada per alguns quinault. Poc després foren enviats sis mariners a terra per recollir aigua i llenya, quan un nombrós grup de quinaults els atacaren i mataren sense que Bodega y Quadra i els seus homes ho poguessin evitar. Aprofitant la marea alta va intentar escapolir-se de l'embarrancada, però el progrés fou lent, ja que el vent era escàs i la tripulació s'havia vist reduïda significativament. Tot i un intent d'abordatge per part dels indígenes, aquest foren repel·lits per les armes. Bodega y Quadra volgué venjar els mariners morts, però Heceta li recordà que tenien ordres d'emprar la força sols en defensa pròpia.
A finals de juliol els dos vaixells es van separar. La Sonora, amb Bodega y Quadra al capdavant, continuà cap al nord, cap a la frontera entre l'actual estat de Washington i la Columbia Britànica i posteriorment arribà fins fins a les proximitats de l'actual Sitka, Alaska, arribant a 59º de latitud nord el 15 d'agost de 1775. Allà, i prop d'un assentament rus a l'illa de Kodiak, els espanyols van realitzar nombrosos "actes de sobirania", reclamant el territori. Bodega y Quadra batejà diversos indrets de la zona, com ara Puerto de Bucareli (actual Bucareli Bay), Puerto de los Remedios i Cerro San Jacinto que va passar a ser anomenat Mont Edgecumbe tres anys més tard per l'explorador James Cook. Bodega y Quadra va aprofitar per fer el primer mapa de la costa oest d'Amèrica del Nord amb força precisió.
Per la seva banda Heceta, en el seu viatge de tornada cap a casa, a bord de la Santiago amb una tripulació reduïda, va descobrir una gran badia que s'endinsava cap a l'interior. Tractà de navegar en ella, però els forts corrents li ho van impedir. Més endavant endevinà el que és l'estret Juan de Fuca. Anomenà l'entrada de la badia com a Bahía de la Asunción i va fer un mapa en què es podia veure la desembocadura d'un riu, que posteriorment es va saber era el riu Columbia. Mapes espanyols van anomenar l'estuari del Columbia com a Entrada de Hezeta, Río de San Roque i variants similars.
Heceta i Bodega y Quadra exploraren en aquesta expedició les costes dels actuals estats d'Oregon i Washington, prenent possessió de les seves terres i informaren que si hi havia assentaments russos a la zona eren esporàdics perquè no trobaren presència russa en tota l'expedició.

## 1779. Expedició d'Arteaga i Bodega y Quadra
A Ignacio de Arteaga y Bazán se li encarregà el comandament d'una expedició a Alaska el 1779. S'assignaren dues fragates, la Favorita, sota el comandament d'Arteaga, i la Princesa, comandada per Juan Francisco de la Bodega y Quadra. Amb Bodega y Quadra a la Princesa hi anaven Francisco Antonio Mourelle, com a segon oficial, Mariano Núñez Esquivel, com a cirurgià, José Cañizares, com a pilot, i Juan Bautista Aguirre, com a segon pilot. Els objectius de l'expedició eren avaluar la penetració russa a Alaska, la recerca del pas del Nord-oest i la captura de James Cook, si el trobaven en aigües espanyoles. Arteaga y Bodega y Quadra no trobaren a Cook, que havia estat assassinat a Hawaii el febrer d'aquell mateix any 1779.
Les dues fragates navegaren directament des de San Blas fins a badia de Bucareli (a l'actual Alaska). El viatge, de 81 dies, fou relativament ràpid, deixant temps per realitzar més exploracions. Arteaga y Bodega y Quadra estudiaren acuradament la badia de Bucareli i posteriorment es van dirigir cap al nord, fins a l'actual Port Etches, a l'illa Hinchinbrook, prop de l'entrada de l'estret del Príncep Guillem. Mentre els vaixells estaven fondejats, Arteaga va agafar una partida d'homes i desembarcà per realitzar una cerimònia de possessió formal. Tots els oficials i capellans baixaren a terra en processó i es va erigir una gran creu mentre els canons i mosquets disparaven diverses salves. Es cantà el Se cantó el Te Deum, seguit d'una lletania i diverses oracions. Després del sermó es va celebrar l'acte formal de possessió, firmat pels oficials i capellans. Arteaga batejà l'indret com a Puerto de Santiago, en commemoració de Sant Jaume, el patró d'Espanya, que se celebra el 25 de juliol. Aquest títol de Puerto de Santiago fou important anys després, ja que constituí la base de l'al·legació d'Espanya de la sobirania al Pacífic nord fins als 61° 17′ N.
Arteaga y Bodega y Quadra també exploraren la badia de Cook i la península de Kenai, on celebraren una cerimònia de possessió el 2 d'agost de 1779, al que actualment s'anomena Port Chatham. Degut a diverses malalties entre la tripulació Arteaga decidí tornar al sud. El 8 de setembre els vaixells es reuniren i començaren el viatge de tornada a San Blas sense haver trobat els russos.
Tot i que els espanyoles eren normalment reservats al voltant dels seus viatges d'exploració i els descobriments realitzats, el viatge de 1779 d'Arteaga y Bodega y Quadra es va donar a conèixer àmpliament. La Perouse va obtenir una còpia del seu mapa, que fou publicat el 1798. El diari de Mourelle fou adquirit i publicat a Londres el 1798 per Daines Barrington.

## 1788. Expedició de Martínez i Haro
Després de tres viatges d'exploració a Alaska en només cinc anys, no hi va haver més expedicions espanyoles al nord-oest del Pacífic fins al 1788, després que el tractat de París acabés la guerra entre Espanya i Gran Bretanya. Durant la guerra el port de San Blas havia centrat els seus esforços en les Filipines. Es van suspendre els viatges d'exploració. El suport a l'Alta Califòrnia, que depenia de San Blas, va ser mínim. El 1786 l'Alta Califòrnia era gairebé autosuficient i es va restablir la pau amb Gran Bretanya, cosa que va fer possible altres viatges a Alaska.
El març de 1788 foren enviats cap al nord dos vaixells des de San Blas per investigar l'activitat dels russos. Esteban José Martínez, a bord del Princesa, estava al comandament de l'expedició i anava acompanyat pel San Carlos, a les ordres de Gonzalo López de Haro, amb José María Narváez com a pilot. Els vaixells arribaren a l'estret del Príncep Guillem durant el mes de maig. Buscant evidències del comerç de pells rus les naus es van dirigir cap a l'oest i al juny López de Haro va arribar a l'illa Kodiak. Allà va tenir coneixement pels indígenes que ben a prop hi havia un assentament rus.
El 30 de juny de 1788, López de Haro envià Narváez en un bot a la recerca de l'assentament rus, a la badia Three Saints. Narváez el va trobar, sent el primer espanyol que entrava en contacte amb els russos a Alaska. Allà es reuní amb el comandant rus Evstrat Delàrov i el va dur fins al San Carlos per entrevistar-se amb López de Haro. Delàrov va donar a Narváez un mapa rus de la costa d'Alaska i li indicà la ubicació dels set assentaments russos que tenien a la zona.
Després d'aquesta trobada López de Haro va navegar cap a l'est i es va afegir a Martínez a Sitkinak. Amb la informació proporcionada per Delàrov, l'expedició viatjà fins a Unalaska, on hi havia un important assentament rus sota el comandament de Potap Kuzmitx Zaikov. Martínez hi arribà el 29 de juliol i López de Haro sis dies més tard. Zaikov donà a Martínez tres mapes que comprenien les illes Aleutianes i li confirmà que els russos tenien previst apoderar-se de l'illa de Nootka l'any següent. Zaikov li explicà que dues fragates russes estaven de camí, i una tercera navegaria fins a l'illa de Nootka. Es referia a l'expedició de 1789 de Joseph Billings, però exagerant la seva missió. La visita a Unalaska marca el punt més occidental al qual arribaren els espanyols durant l'exploració d'Alaska.
L'expedició espanyola deixà Unalaska el 18 d'agost de 1788 per dirigir-se cap a Califòrnia i Mèxic. Degut a creixents tensions entre Martínez i López de Haro, els vaixells van perdre contacte entre ells, navegant cap al sud per separat. Martínez ho havia permès, però l'havia obligat a reunir-se amb ell a Monterey. Però durant el viatge López de Haro, amb el suport de Narváez i els altres pilots, declarà que el seu vaixell ja no estava sota el comandament de Martínez i navegaren de tornada fins a San Blas, on arribaren el 22 d'octubre de 1788. Martínez esperà a López de Haro durant un mes a Monterey i arribà a San Blas el desembre, on fou acusat de lideratge irresponsable. Aviat va recuperar el favor i posat a càrrec d'una nova expedició per ocupar el Nootka Sound abans no ho fessin els russos.

## 1789. Assentaments al Nootka Sound
Després del viatge a Alaska de 1788, Esteban José Martínez i Gonzalo López de Haro van rebre l'ordre de prendre possessió preventiva de Nootka Sound abans no ho fessin els russos o els britànics. Els esdeveniments a Nootka Sound el 1789 van provocar la crisi de Nootka. Durant l'estiu de 1789 Martínez va enviar a José María Narváez a explorar l'estret de Juan de Fuca a bord del Santa Gertrudis la Magna (antic Northwest America, un vaixell britànic capturat abans per Martínez al Nootka Sound). Narváez va trobar que l'estret de Juan de Fuca era una gran entrada amb moltes esperances per a realitzar una exploració més detallada. A finals d'any Martínez va abandonar la zona.

## 1790. Expedició a la base espanyola de Nootka Sound
La crisi de Nootka va esdevenir un greu incident internacional que gairebé porta a la guerra entre Espanya i la Gran Bretanya. A mesura que el procés es desenvolupava, el virrei de Nova Espanya va decidir que era important establir una base permanent a Nootka Sound. Tres vaixells s'hi van dirigir, amb Francisco de Eliza com a comandant general i capità de la Concepción. Manuel Quimper capitanejava el Princesa Real (el nom espanyol d'un antic vaixell britànic, el Princess Royal, capturat per Martínez en 1789) i Salvador Fidalgo el San Carlos. Al Nootka Sound es va construir l'assentament de Santa Cruz de Nuca, així com el fort de San Miguel, ocupat per soldats de la Companyia Franca de Voluntaris de Catalunya, sota el comandament de Pere d'Alberní i Teixidor. Després d'aconseguir establir l'assentament, Eliza va enviar a Fidalgo i Quimper en viatges d'exploració, Fidalgo al nord i Quimper al sud.

## 1790. Expedició de Fidalgo
En 1790 l'explorador espanyol Salvador Fidalgo, va prendre el comandament de la San Carlos i es va dirigir a Alaska, visitant i nomenant la badia de Cordova i Port Valdez, al Prince William Sound. En tots dos llocs es van realitzar actes de sobirania. Fidalgo va entrar a la badia de Cook i va trobar el base russa de Pavlovskaia, un assentament de la Companyia Pavel Lebedev-Lastochkin a la desembocadura del riu Kenai. Fidalgo no s'hi va aturar, sinó que va continuar cap a l'oest fins a l'illa de Kodiak, on va trobar la base Shelikov. Fidalgo es va traslladar després a la colònia russa d'Alexandrovsk (actual Nanwalek), a sud-oest de l'actual Anchorage, a la península de Kenai, on de nou, Fidalgo va afirmar la reclamació espanyola de la zona mitjançant la realització d'una cerimònia formal de sobirania.

## 1790. Expedició de Quimper
En 1790 Manuel Quimper, amb els oficials López de Haro i Juan Carrasco, navegà amb el Princesa Real per l'estret de Juan de Fuca, prosseguint el viatge de Narváez de l'any anterior. Quimper navegà cap a l'extrem oriental de l'estret, descobrint les illes de San Juan i molts estrets i badies. Tenint limitat el temps, va haver de tornar a Nootka sense estudiar a fons indrets prometedors. Els vents contraris va fer impossible la navegació del petit vaixell cap a Nootka, per la qual cosa posà rumb al sud, cap a San Blas.

## 1791. Expedició d'Eliza
El 1791 es va ordenar a Francisco de Eliza que continués l'exploració de l'estret de Juan de Fuca. El viatge consistia en dos vaixells. Eliza dirigia la San Carlos, amb Pantoja com a pilot. Narváez comandava la Santa Saturnina, amb Carrasco i Verdía com a pilots. Durant el viatge van descobrir l'estret de Geòrgia i Narváez en va fer una ràpida exploració. Eliza va navegar amb la San Carlos de tornada fins a Nootka Sound, però la Santa Saturnina, no va aconseguir arribar a Nootka i va navegar cap al sud fins a Monterey i San Blas. A Monterey, Carrasco va conèixer Alessandro Malaspina i li va fer saber que havien descobert l'estret de Geòrgia. Aquesta reunió va conduir directament a la travessia de Galiano i Valdés de 1792.

## 1789-1794. Expedició de Malaspina i Bustamante
El rei d'Espanya va donar a Alejandro Malaspina i José de Bustamante y Guerra el comandament d'una expedició científica al voltant de tot el món amb dues corbetes, la Descubierta i l'Atrevida. Tenien ordre del rei d'investigar un possible pas del nord-oest. L'expedició també havia de buscar or, pedres precioses i qualsevol assentament, britànic o rus al llarg de la costa nord-oest d'Amèrica. En arribar a Alaska el 1791, Malaspina i Bustamante van examinar la costa fins al Prince William Sound. A la badia de Yakutat l'expedició va contactar amb els tlingit. Els erudits espanyols van fer un estudi de la tribu, registrant informació sobre costums socials, idioma, economia, mètodes de guerra i pràctiques funeràries. Els artistes que acompanyaven l'expedició, Tomas de Suria, Fernando Brambila i José Cardero, retrataren a membres de la tribu i recolliren escenes de la vida quotidiana tlingit. La glacera Malaspina, entre la badia de Yakutat i la badia Icy, va rebre el nom en honor d'Alessandro Malaspina.

## 1792. Expedició de Galiano i Valdés
El 1792 Dionisio Alcalá Galiano, al Sutil, i Cayetano Valdés y Flores, al Mexicana, van navegar des de San Blas fins a Nootka Sound i a continuació van circumnavegar l'illa de Vancouver, sent els primers europeus en aconseguir-ho. Un relat del viatge de Galiano i Valdés es va publicar a Espanya i fou àmpliament promocionat, eclipsant el viatge més significatiu de Malaspina, que havia estat fet pres polític poc després de tornar a Espanya.

## 1792. Expedició de Caamaño
Jacinto Caamaño, comandant de la fragata Aránzazu, va navegar fins a la badia de Bucareli el 1792. Juan Pantoja y Arriaga n'era el seu pilot. Caamaño va dur a terme un estudi detallat de la costa sud del Nootka Sound, a l'illa de Vancouver. El 1792 gran part de la costa ja havia estat visitada pels exploradors europeus, però algunes zones havien estat ignorades, com la part sud de l'illa del Príncep de Gal·les. S'han conservat diversos topònims posats per Caamaño a la zona, com ara la badia de Còrdova, el canal de Revillagigedo, les Bocas de Quadra, el pas de Caamaño, a l'illa Zayas, que rep el nom del seu segon pilot, Juan Zayas.
No fou publicat cap informe sobre el viatge de Caamaño fins molt després que hagués tingut lloc, per la qual cosa els seus descobriments van romandre ignorats, tot i que sembla que George Vancouver hauria conegut Caamaño i hauria obtingut còpies dels seus mapes, sobretot de les zones al nord de Dixon Entrance. Més tard Vancouver va incorporar alguns dels topònims de Caamaño al seu atles.

## 1793. Expedició d'Eliza i Martínez y Zayas
El 1793 Francisco de Eliza i Juan Martínez y Zayas van examinar la costa entre l'estret de Juan de Fuca i la badia de San Francisco. També van explorar la desembocadura del riu Columbia.

## Llegat
Després d'aquestes expedicions Espanya va reclamar aquest territori com a part de la Nova Espanya. Aquesta regió es coneixia com a "Territori de Nutca". Finalment, Espanya es va retirar del Pacífic Nord i va transferir les seves reclamacions a la regió als Estats Units en el Tractat d'Adams-Onís de 1819. Avui, el llegat d'Espanya a Alaska i al nord-oest del Pacífic perdura en diversos topònims, com la glacera de Malaspina, l'illa de Revillagigedo o les ciutats de Valdez i Còrdova, així com diversos topònims menors.